# Harada Szanoszuke
Harada Szanoszuke (japánul: 原田 左之助, Hepburn-átírással: Harada Sanosuke) (1840 – 1868. július 6.) japán kardforgató az Edo-kor végén, a Sinszengumi tisztje.
Macujamában született egy szamuráj fiaként, egyaránt értett a kard- és lándzsaforgatáshoz, utóbbiból a Hózóin-rjú technikát tanulta ki. Egy ízben sikertelenül próbált szeppukut elkövetni, később az ebből hátramaradt heg nyomán vette fel címerét, amely körben vízszintes vonás.
Mint a Sinszengumi egyik alapító tagja, 1863-tól a parancsnokhelyettes segédjeként, 1865-től pedig a tizedik osztag kapitányaként szolgált.
1864. július 8-án jelen volt az Ikeda-ja incidensnél, bár csak később csatlakozott társaihoz. Ám így is megakadályozta, hogy az Ikeda-ja tulajdonosa megszöktessen több letartóztatott forradalmárt.
Nagakura Sinpacsival egyike volt azoknak, akik kifogásolták parancsnokuk, Kondó Iszami nagyzoló viselkedését. Emiatt panaszt is tettek a Sinszengumit felügyelő aizui daimjónál, aki végül elsimította az ügyet.
Kiotóban házasodott meg, egy helybéli nőt vett el, Maszát, akitől később fia is született, Sigeru.
1867 végén részt vett a Sinszengumitól elszakadt Itó Kasitaró követői elleni támadásban. A túlélők később bevádolták Szakamoto Rjóma meggyilkolásával, vallomásuk szerint ugyanis a gyilkosság helyszínén talált kardhüvely Haradáé volt. Azzal is erősítették a vádat, hogy Szakamoto társának elmondása alapján a támadó sikokui nyelvezetet használt, amely ráillett volna Haradára. Egy Sinszengumi-tag azonban később azt írta, Harada aznap éjjel több más társával Kondónál volt.
A Bosin-háborúban harcolt Toba-Fusiminél és Kósú-Kacunumánál, ám 1868 márciusában Kondó Iszamival való nézeteltéréseik miatt Nagakura Sinpacsival és másokkal együtt elhagyta a Sinszengumit. Közösen megalakították a Szeiheitai alakulatot, amely azonban hamarosan beleolvadt a bakufut támogató csapatokba. Harada 1868 májusában csatlakozott a Sógitaihoz, és részt vett az uenói csatában, ahol súlyosan megsebesült, és sérüléseibe később belehalt.

## Fordítás
- Ez a szócikk részben vagy egészben  a   Harada Sanosuke című angol Wikipédia-szócikk fordításán alapul.  Az eredeti cikk szerkesztőit annak laptörténete sorolja fel. Ez a jelzés csupán a megfogalmazás eredetét és a szerzői jogokat jelzi, nem szolgál a cikkben szereplő információk forrásmegjelöléseként.